# Homo erectus
Homo erectus es un homínido extinto que vivió entre 1,9 millones de años y 117 000 años antes del presente (Pleistoceno inferior y medio). Los Homo erectus clásicos habitaron en Asia oriental (China, Indonesia). En África se han hallado restos de fósiles afines que con frecuencia se incluyen en otra especie, Homo ergaster; también en Europa diversos restos fósiles han sido clasificados como Homo erectus, aunque la tendencia actual es la de reservar el nombre Homo erectus para los fósiles asiáticos.
Se considera que las poblaciones africanas (incluidas las referidas a H. ergaster) son los antepasados directos de varias especies humanas, como H. heidelbergensis y H. antecessor, y el primero generalmente se considera que fue el antepasado directo de los neandertales, los denisovanos, y finalmente humanos modernos.
Las poblaciones asiáticas de Homo erectus son consideradas como posibles ancestros de Homo floresiensis y de Homo luzonensis. Como cronoespecie, el momento de su desaparición es, por lo tanto, una cuestión de controversia o incluso de convención. También hay varias subespecies propuestas con diferentes niveles de reconocimiento. El último registro conocido de Homo erectus reconocible morfológicamente son los especímenes del Homo erectus soloensis de Java, de alrededor de 117 000 a 108 000 años atrás.

## Características
El H. erectus tenía dientes más pequeños y primitivos, un tamaño total menor y cráneos más delgados y menos robustos en comparación con los especímenes posteriores. La especie también tenía una cara grande en comparación con los humanos modernos. Al igual que los neandertales, su cráneo era largo y bajo, en lugar de redondeado como el nuestro, y su mandíbula inferior carecía de mentón.
Una característica principal de Homo erectus es la «forma de la bóveda craneal, [...] relativamente baja y angular», con un marcado toro supraorbitario, «una frente marcadamente huidiza, [...] y la anchura mayor en una posición muy baja», «frente muy plana, pómulos planos, marcado borde inferior orbital, carencia de demarcación entre la región nasal y la región de la cara y toro occipital muy marcado en forma de barra continua». El volumen craneal, muy variable, fue aumentando a lo largo de su dilatada historia. Tenía una capacidad mayor que la del Homo habilis y que la del Homo georgicus encontrado en Dmanisi. Los primeros restos que se encontraron de él muestran una capacidad craneal de 900 cm³, mientras que los que se encontraron posteriormente llegan a los 1200 cm³. Poseía una fuerte mandíbula sin mentón, pero de dientes relativamente pequeños. Presentaba un mayor dimorfismo sexual que en el hombre moderno.
El cuerpo era alto, podía medir hasta 1,80 m, muy robusto, esbelto y moderno, morfológicamente similar al humano actual.
Producía industria lítica, principalmente Achelense, y probablemente dominaba el fuego.

## Hombre de Java (Homo erectus erectus)
Entre 1891 y 1892, el médico anatomista neerlandés Eugène Dubois creyó encontrar el «eslabón perdido», hipotetizado por Ernst Haeckel, al descubrir algunos dientes sueltos, una calota craneal y un fémur —muy similar al del hombre moderno— en las excavaciones paleontológicas que realizaba en el río Solo cerca de Trinil, en el interior de la isla de Java (Indonesia). Dubois publicó estos hallazgos con el nombre de Pithecanthropus erectus (hombre-mono erguido) en 1894, pero más conocido popularmente como «hombre de Java» u «hombre de Trinil». En la década de 1930 el paleontólogo alemán Ralpf von Koenigswald obtuvo nuevos fósiles, tanto de Trinil como de nuevas localidades como Sangiran (a unos 75 km), en total doce especímenes y, en 1938 von Koenigswald identificó claramente un cráneo de Sangiran, como "Pithecanthropus". No será hasta 1940 cuando Mayr atribuye todos estos restos al género Homo (Homo erectus erectus).

## Otros yacimientos
En China se encontraron otros yacimientos importantes de fósiles de esta especie como, por ejemplo, Lantian, Yuanmou, Yunxian y Hexian. Los investigadores también han encontrado gran número de utensilios fabricados por H. erectus en yacimientos como Nihewan y Bose, en China, y en otros lugares de antigüedad similar (al menos entre 1 millón y 250 000 años de antigüedad).
Luego se descubrieron, en Kenia el Homo ergaster, que se puede considerar el erectus africano y probablemente la especie original. También se consideran relacionados con H. erectus en África, el cráneo KNM-ER 42700, de 1,55 millones años; y el Cráneo de Yaho (Chad) o Tchadanthropus uxoris, de hace un millón de años.
En Dmanisi, República de Georgia, en el Cáucaso, fue descubierto el Homo georgicus, que data de hace 1,8 millones de años, camino hacia el erectus de Extremo Oriente, pero relacionado descendiente del Homo habilis, con lo cual se dibujó la ruta que siguieron los homínidos que dejaron África hasta dispersarse por Asia. Un diente encontrado en 2003 en la cueva Mohui (Guangxi, sur de China) que puede tener hasta 2 millones de años, así como los fósiles de Yuanmou (Yunnan, China, descubiertos en 1965) que datan de 1,7 millones de años, y el cráneo de Mojokerto (Java), que data de entre 1,8 y 1,49 millones de años, posiblemente estén relacionados con esta llegada temprana de Homo a Asia.

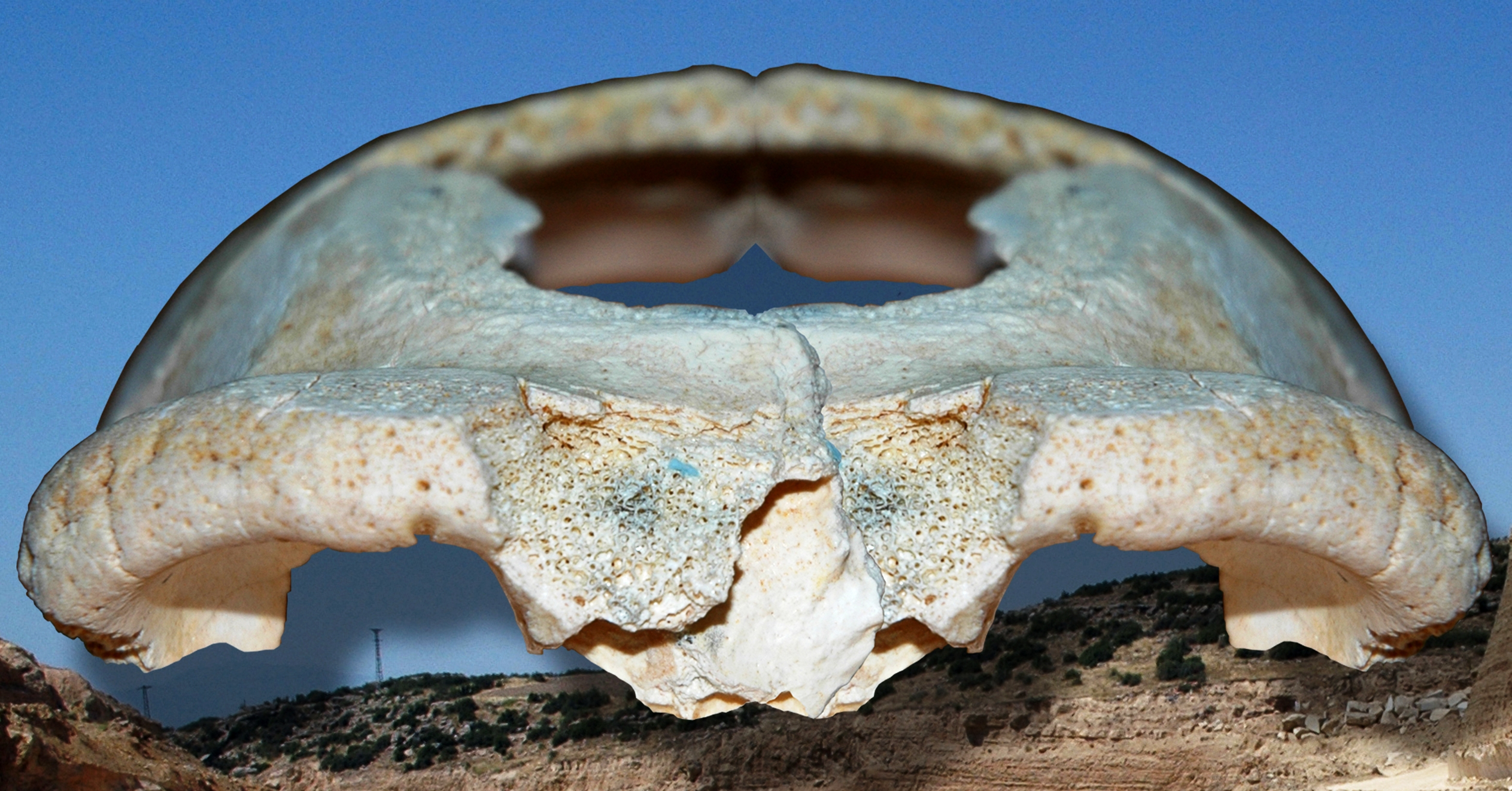
Cráneo de Kocabaş.

El conjunto de estos y otros hallazgos es clasificado actualmente dentro del género Homo y es designada la especie de los hombres de Java (hombre de Trinil) y Pekín, como Homo erectus, que parece haber evolucionado en África como Homo ergaster, a partir de las poblaciones anteriores de Homo habilis, para a continuación dispersarse por gran parte de Asia desde hace unos 1,7 millones de años.
Fragmentos de un cráneo, identificado como perteneciente a un H. erectus, fue encontrado en 2002 en Kocabaş, provincia de Denizli, Turquía. Este fósil data de hace 1,1 a 1,3 millones de años.
Aparecieron restos de fauna, de fuego e industria lítica junto a huesos humanos que muestran una ocupación en cueva de forma intermitente durante quizás medio millón de años. A este conjunto de fósiles se llamó Hombre de Pekín, y la gran mayoría se extraviaron al final de la Segunda Guerra Mundial.
Fósiles de las épocas de los hombres de Java y Pekín fueron hallados entre 1936 y 1963 en Lantian, Shaanxi, China: los de Gongwangling datan de hace 800 000 - 750 000 años, aún con capacidad endocraneana de 780 cm³ y los de Chenjiawo, de una antigüedad de 530 000 años. También en 1994 en Tangshan, (Nankín, Jiangsu), se encontró un cráneo de mujer de Homo erectus que data de 580 000-620 000 años antes del presente.
En 1940 se definió la especie Homo erectus, incluyendo los fósiles de Java, Zhoukoudian y otros yacimientos del este asiático.
En 2018 se publicaron los hallazgos en el yacimiento de Kalinga, al norte de la isla de Luzón (Filipinas), de industria lítica y restos de un rinoceronte con claras marcas de descarnación, datados en 709 000 años y atribuibles a H. erectus. Este descubrimiento plantea el interrogante de si H. erectus adquirió la habilidad de navegar o la colonización de esta isla fue casual.
Fósiles más recientes, clasificados como H. erectus, han sido encontrados en Dali (Shaanxi, 1978), de hace 260 000-300 000 años, con capacidad endocraneana de 1120 cm³; en Jinniushan (Yingkou, Liaoning, 1974) de hasta 280 000 años y alta capacidad craneana; en Maba (Qujiang, Cantón, 1958) de 130 000 años, y en Dingcun (Xiangfen, Shaanxi) de 120 000-100 000 de antigüedad.
Otros fósiles recientes conocidos, atribuidos a la especie H. erectus, proceden de la cuenca del río Solo, en Java, y fueron encontrados desde 1934 en Ngandong y en Sambungmacan (Sm-I con capacidad endocraneana de 1200 cm³),  han sido datados entre 27 000 y 53 300 años antes del presente. Aunque la datación ha sido discutida y se afirma que los fósiles de Ngandong pueden tener más de 120 000 años, el hallazgo del homínido de Denisova y el estudio de su genoma concuerdan con la existencia simultánea con H. sapiens, de otra especie de hominino en Asia, que la datación de los fósiles de Solo sugiere. De esta forma H. erectus habría sido una especie de gran éxito: se dispersó ampliamente y gozó de larga vida.

### Homo aff. erectusde Atapuerca
En 2022 el equipo de excavación del yacimiento de la Sima del Elefante, en la Sierra de Atapuerca, España, descubrió la mayor parte del tercio medio facial de un homínido en el nivel TE7, dos metros y medio por debajo del nivel en el que se habían encontrado los restos de homínido más antiguos del yacimiento. En los dos años siguientes, un equipo interdisciplinario se dedicó al estudio y la restauración del fósil. El nuevo fósil fue apodado “Pink”, en alusión a la banda musical Pink Floyd y su álbum La cara oculta de la Luna, si bien en gran medida el equipo de investigación adoptó ese nombre como un reconocimiento a su compañera Rosa Huguet (ya que pink es la traducción al inglés del color “rosa”). 
El fósil se ha datado entre 1,4 y 1,1 millones de años atrás. Este fósil (ATE7-1) representa el rostro humano más antiguo de Europa Occidental identificado hasta la fecha. La mayoría de los rasgos morfológicos son primitivos para el clado Homo y no muestran el aspecto moderno que exhibe el Homo antecessor hallado en el yacimiento vecino de Gran Dolina, también en la Sierra de Atapuerca, y datado entre 900 000 y 800 000 años atrás. Además, ATE7-1 presenta una mayor derivación en la región nasoalveolar que la de Dmanisi y otros homínidos aproximadamente contemporáneos. Sobre la base de la evidencia disponible, se ha propuesto asignar los nuevos restos humanos del nivel TE7 a Homo aff. erectus, es decir, una especie que se propone provisionalmente como nueva, aunque relacionada estrechamente con el Homo erectus.

## Evolución
Desde el descubrimiento de Homo erectus, los científicos se preguntan si esta especie era un antepasado directo de Homo sapiens, debido a que las investigaciones hechas no eran suficientes para demostrarlo. Las últimas poblaciones de H. erectus —tales como las del río Solo en Java— pueden haber vivido hace solamente 50 000 años, simultáneamente con poblaciones de H. sapiens, y se descarta que a partir de estas últimas  poblaciones de Homo erectus haya evolucionado H. sapiens.
Aunque poblaciones anteriores de H. erectus asiáticos podrían haber dado lugar a H. sapiens, hoy se considera más probable que Homo sapiens hubiera evolucionado en África probablemente de poblaciones africanas de H. erectus, luego los primeros H. sapiens  habrían migrado desde el noreste de África hace menos de 100 000 años al Asia, donde tal vez se encontró con los últimos H. erectus.
Una especie que posiblemente descienda tardíamente de Homo erectus, es el pequeño Homo floresiensis, aunque por el estudio de los huesos de la muñeca, los brazos y el hombro se considera más probable que descienda directamente de Homo georgicus o de H. habilis.

## Homo erectusen África
En cuanto a la filogenia posible Homo habilis > Homo erectus aunque ésta aún es considerada posible, no parece que haya ocurrido de un modo directo, sino, con más probabilidad, a través de un nexo de estas especies con Homo rudolfensis. Lo concreto es que los hallazgos realizados en 2007 en Ileret, en la zona del lago Turkana, por Richard Leakey y Meave Leakey podrían indicar que los H. habilis vivieron en África hasta hace 1 440 000 años (cráneo KNM-ER 42703), lo cual confirmaría que ambas especies coexistieron por un lapso de por lo menos 500 000 años. Aunque hay autores como Erik Trinkaus que opinan que la convivencia no descarta que los H. habilis  sean ancestros directos de los  H. erectus.

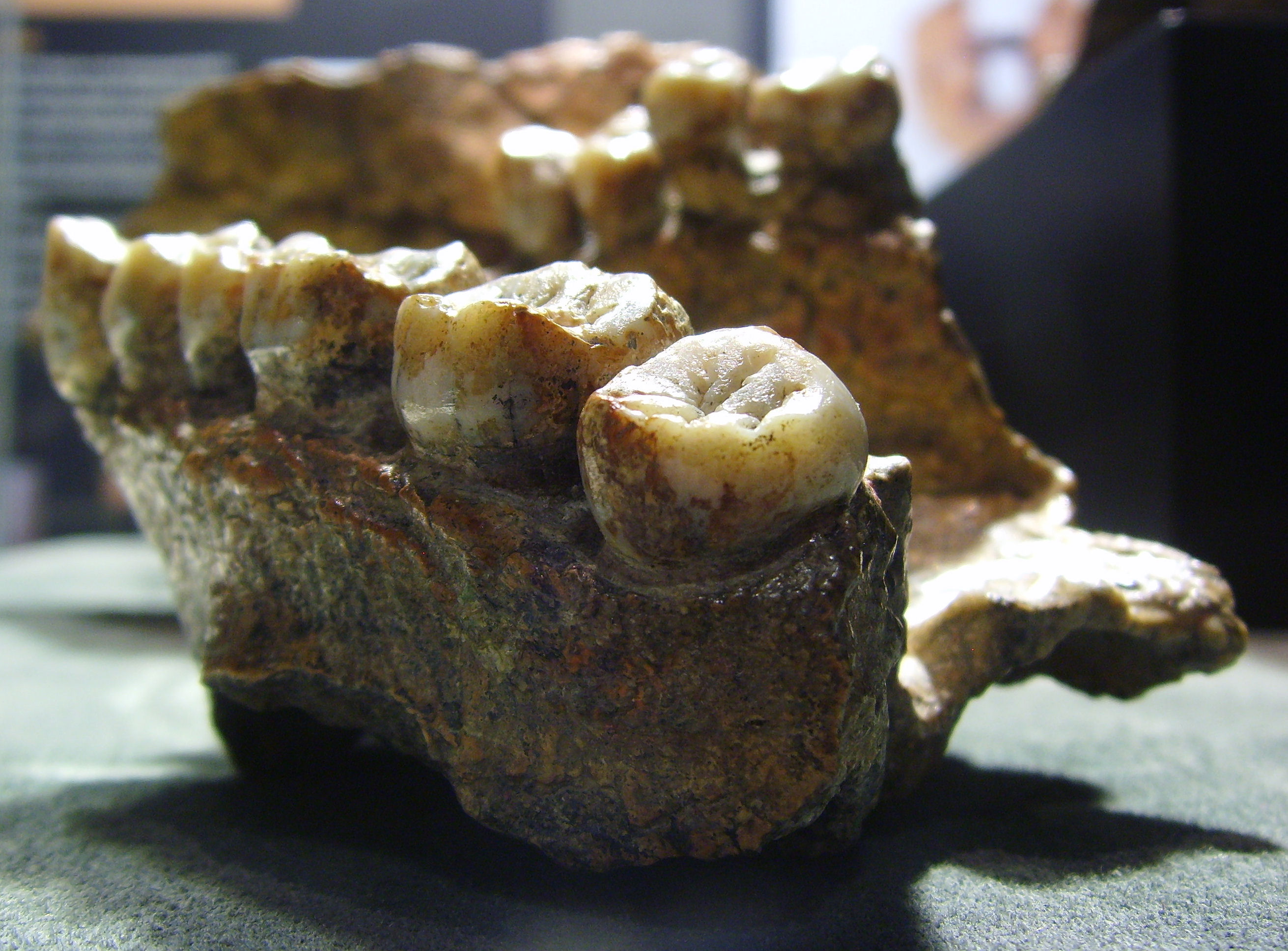
Paladar original de un Homo erectus datado en 1,6 millones de años conservado en el Senckenberg-Museum de Fráncfort, Alemania.

Un debate por resolver es si debe considerarse a Homo ergaster una especie diferente o si los fósiles clasificados como tal deben incluirse en H. erectus. Su capacidad craneal oscila entre los 804 cm³ de KNM-ER 3883 y los 880 cm³ del niño de Nariokotome que data de 1,6 millones de años. Hay que tener en cuenta que un fósil africano posterior, que data de 1,55 millones de años, el cráneo KNM-ER 42700, por su morfología ha sido asignado a H. erectus, a pesar de registrar la baja capacidad craneal de 691 cm³, menor que la de H. rudolfensis, que data de al menos 1,9 millones de años.
Se discute si la presencia de herramientas tecnología achelense o Modo 2 en África a partir de hace 1,65 millones de años y la ausencia del modo achelense por cientos de miles de años en los yacimientos en que se ha encontrado el H. erectus en Asia oriental y Java, es compatible con la identidad entre H. ergaster y H. erectus o si debe reconocerse una especie africana y otra asiática o euroasíatica.
En toda Eurasia los únicos yacimientos achelenses con una antigüedad cercana a la de los primeros yacimientos africanos, son el de Ubeidiya (Israel), que data de 1,3 a 1,4 millones de años y el de Attiramapakkam (Tamil Nadu, India), de hace más de un millón de años. En Asia oriental, la más antigua industria lítica similar a la achelense, fue encontrada en el sur de China, en Bose (Guangxi) y data de hace 803.000 ± 3000 años, mientras que en otros lugares de China y Java se mantiene exclusivamente el modo 1 olduvayense, con un relativo y sorprendente estancamiento tecnológico por muchísimo tiempo.

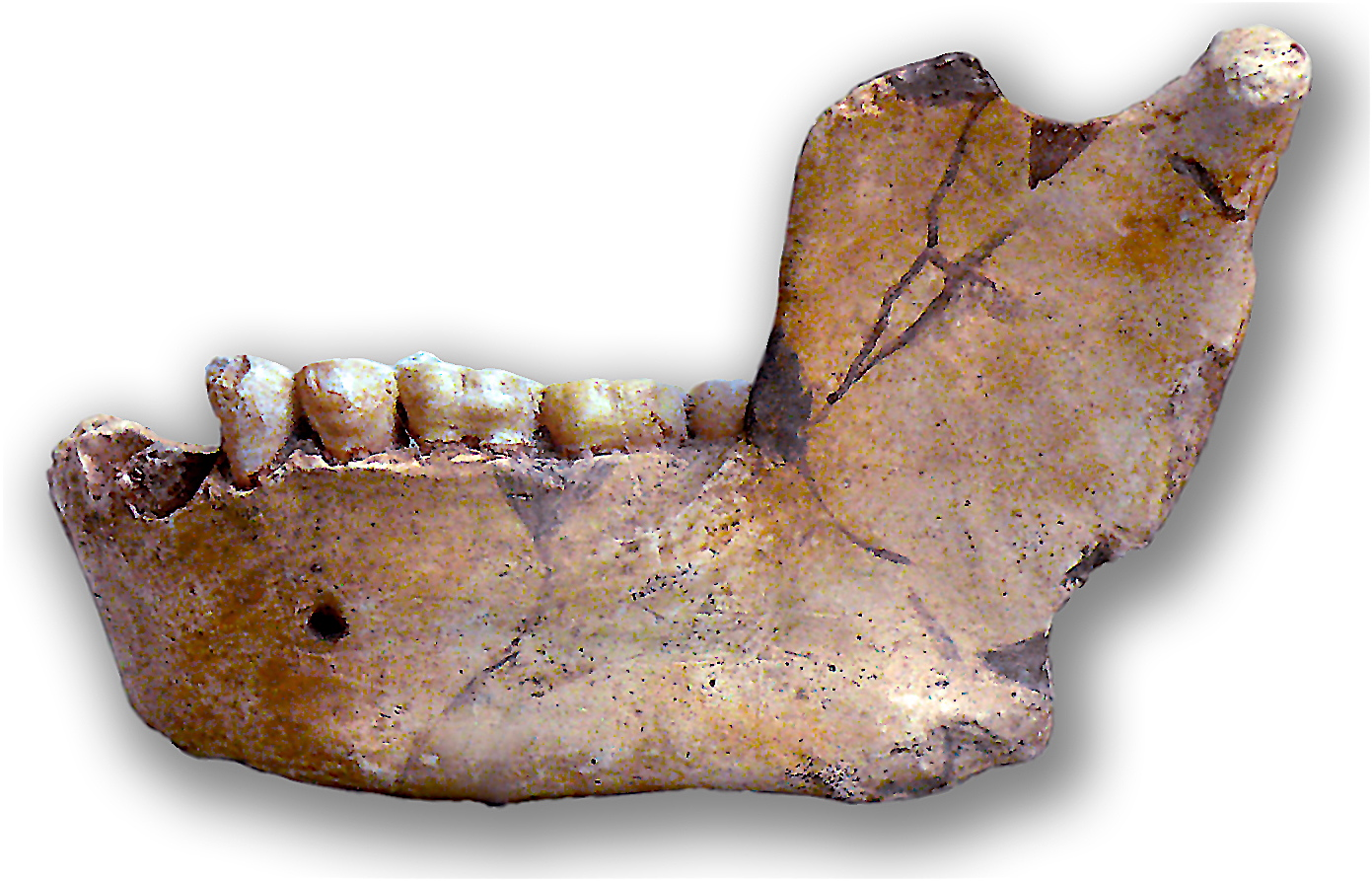
Mandíbula de Atlathropus mauritanius.

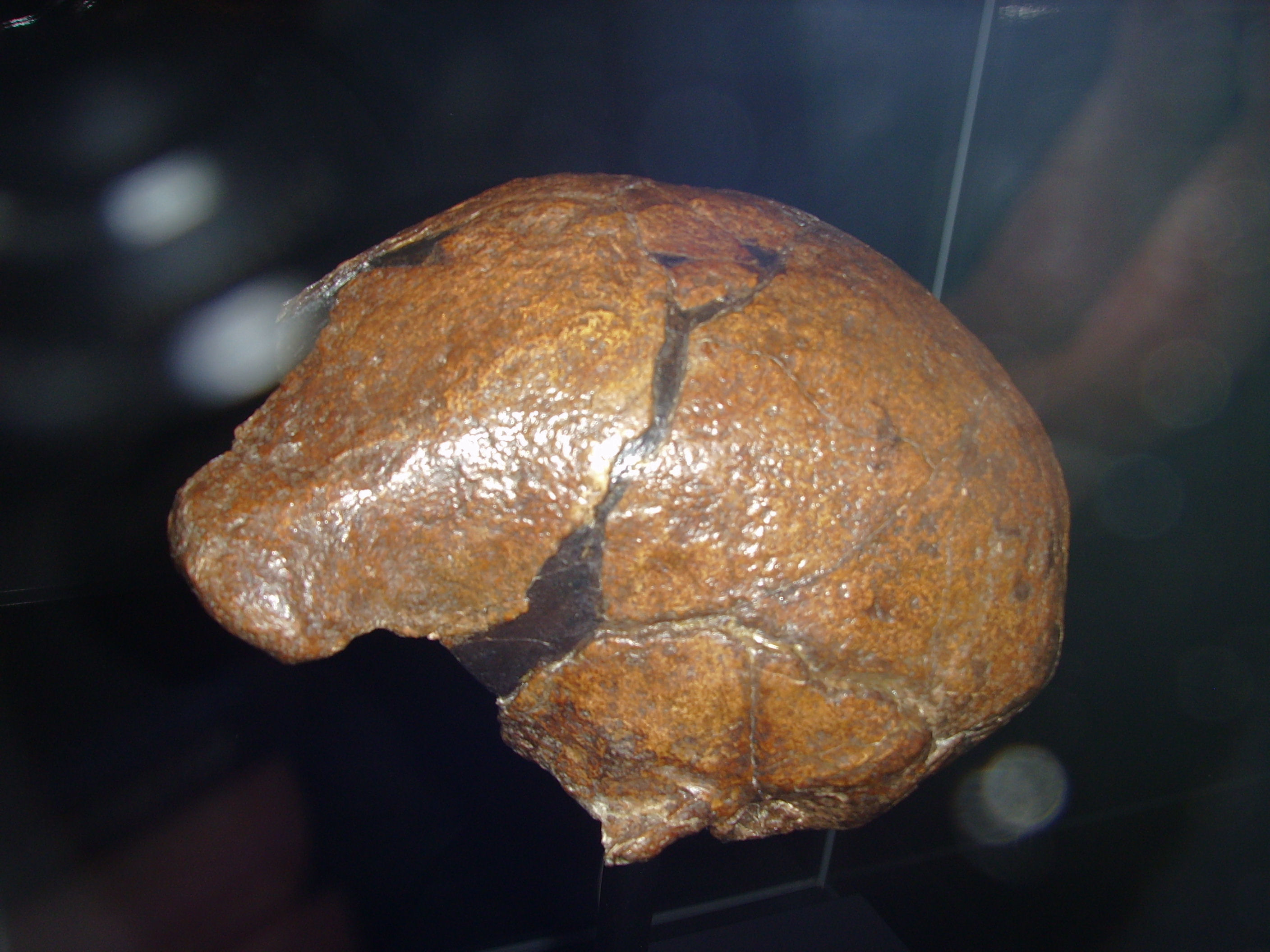
Fragmento original de cráneo de Homo erectus "Sangiran II".

Los fósiles asignados a H. erectus en África se han multiplicado, entre ellos se destacan: el Hombre de Buia (Eritrea), semejante a H. ergaster, con antigüedad de más de un millón de años y capacidad craneal de cerca de 800 cm³; el cráneo de Daka (Etiopía) o BOU-VP-2/66 de un millón de años de antigüedad y capacidad encefálica de 995 cm³; el cráneo descubierto en 1961 en Yaho (Angamma, Chad), de una edad estimada en un millón de años y que fue designado inicialmente como Tchadanthropus uxoris; tres mandíbulas y un parietal, descubiertos en Tighennif (Argelia), que datan de hace 800 000 años e inicialmente nombradas como Atlathropus mauritanius; y el cráneo OH 9 de Olduvai u Hombre de Chellean, de hace 1,15 millones de años y capacidad craneal de 1065 cm³, propuesto como prototipo de la especie Homo louisleakeyi. Todos estos fósiles están asociados con herramientas achelenses.
Aunque los fósiles africanos de este conjunto comparten con H. erectus de Asia oriental un grueso toro supraorbital, cráneo alargado, así como la capacidad cerebral, presentan algunas características que los diferencian y apuntan hacia H. sapiens: en el cráneo de Buia, por ejemplo, el tamaño y la colocación de los huesos parietales, con una posición alta de su parte más externa, lados curvados y más amplios en la parte superior. Algunos piensan que los cráneos de Daka y Buia podrían ser antepasados o relacionarse con el europeo Homo antecessor, cuyo carácter de especie diferente de H. erectus, también es discutida.

## Subespecies
- Homo erectus erectus - Hombre de Java.
- Homo erectus pekinensis - Hombre de Pekín.
- Homo erectus soloensis - Hombre de Solo.
- Homo erectus lantianensis - Hombre de Lantian.
- Homo erectus nankinensis - Hombre de Nankín.
- Homo erectus yuanmouensis - Hombre de Yuanmou.

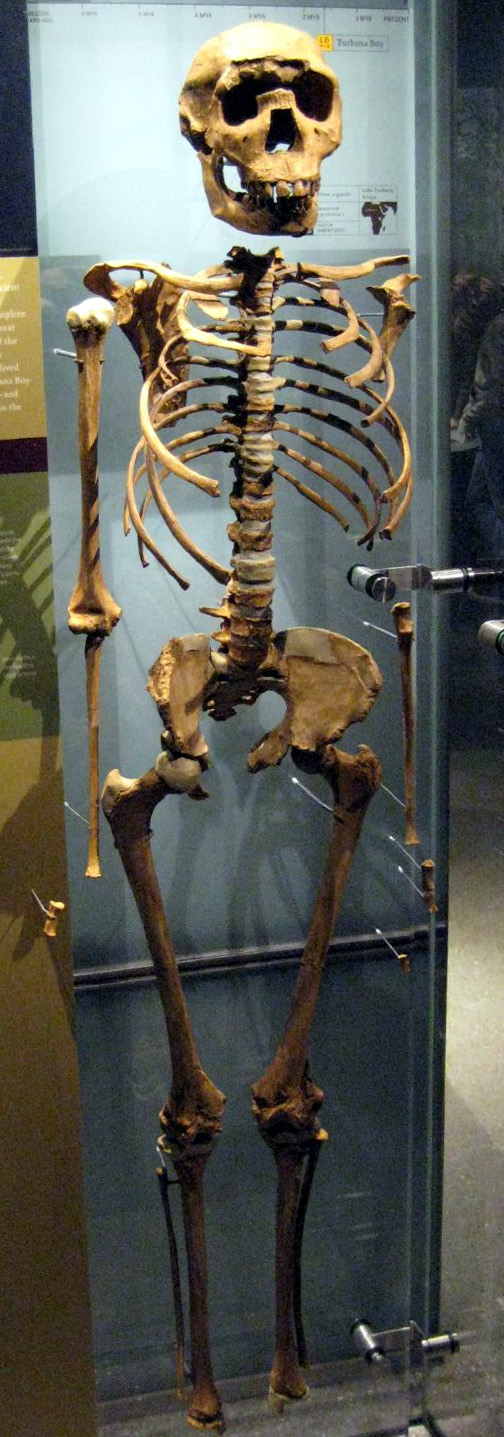
Esqueleto original conservado en su casi totalidad conocido como Niño de Nariokotome. Datado en 1,6 millones de años y hallado en Kenia en 1984, correspondería a un joven homínido Homo erectus u Homo ergaster.

Hay menor consenso en la denominación de las siguientes subespecies:
- Homo erectus ergaster
- Homo erectus palaeojavanicus - o Meganthropus
- Homo erectus tautavelensis - Hombre de Tautavel

## Principales yacimientos

### En China
- Zhoukoudian
- Jinniu Shan
- Yiyuan
- Yuanmou
- Hexian
- Chaoxian
- Dali
- Gongwanling
- Yunxian
- Maba
- Bose Basin.

### EnJava
- Modjokerto
- Sangirán
- Trinil
- Ngandong